# Denethor II
Denethor II es un personaje ficticio que aparece en la novela El Señor de los Anillos de J. R. R. Tolkien. Fue el vigesimosexto y último Senescal Regente de Gondor. Denethor era un hombre de aire más señorial que ninguno de sus antepasados senescales. Escuchaba consejos y luego hacía lo que le parecía. Se decía que por una rara casualidad, la sangre de Númenor le corría casi pura por las venas y que tenía la antigua habilidad de leer en las mentes y los corazones de sus interlocutores.

## Historia
Sucedió a su padre Ecthelion II tras su muerte en el año 2984 T. E.. En el año 2976 T. E. Denethor se casó con Finduilas de Dol Amroth (2950 - 2988 T. E.), hija del Príncipe Adrahil. Tuvieron dos hijos: Boromir (2978 - 26 de febrero de 3019 T. E.) y Faramir (n. 2983 T. E.). Finduilas languideció lentamente en Minas Tirith, lejos del mar y aterrada por la permanente Sombra del Este, y murió joven. Su muerte volvió aún más sombrío y taciturno a Denethor.
Se supo luego que Denethor (2930 - 3019 T. E.) había estado utilizando la Palantir de Minas Tirith para vigilar las fuerzas de Sauron. Los esfuerzos por controlar la Palantir y luchar contra la mente de Sauron le envejecieron antes de tiempo y el conocimiento del poder abrumador de Sauron le deprimía grandemente. Sauron utilizó la Palantir para infiltrarse en Minas Tirith, arrastrando a Denethor hacia la desesperación. A pesar de ello Denethor mantenía un cierto aire de nobleza y lucidez.
La muerte de Boromir, su primogénito y su favorito, y el sitio de Minas Tirith, la capital del reino, acabaron llevándole definitivamente a la locura. Ordenó a sus hombres quemarle vivo en una pira funeraria junto a su hijo agonizante Faramir (que él creía ya muerto), pues según él ya no había salvación posible para los Hombres del Oeste, y tal vez sintiéndose culpable por toda una vida de desprecios hacia su hijo menor. Sin embargo Faramir pudo ser rescatado gracias a la rápida acción de Peregrin Tuk y Beregond. Denethor en cambio no pudo ser disuadido y murió espantosamente entre las llamas, apretando la Palantír contra sí.
Tras su muerte, fue sucedido como Senescal de Gondor por Faramir.

## Adaptaciones
En la trilogía cinematográfica de El Señor de los Anillos realizada por Peter Jackson, Denethor fue interpretado por el actor John Noble. En la película, Denethor aparece como completamente irracional, y hasta cruel, enviando a su único hijo con vida, Faramir, en una misión suicida para capturar la ciudad de Osgiliath, y rechaza iluminar las señales de ayuda para llamar a los aliados de Gondor en el reino de Rohan. En el libro el peligro de sus acciones contienen cierta lógica: el ejército de Sauron es inmensamente superior. Denethor no aparenta tanta locura, y la misión a Osgiliath no es suicida por completo, ya que la ciudad no ha caído todavía en manos del Enemigo, y no rechaza pedir ayuda a los rohirrim, aunque lo haga de mal grado. Además, en la película se ve cómo Gandalf, en un momento en que Denethor cae en la desesperación y la histeria ante el ataque a la ciudad, lo golpea y lo deja inconsciente para poder dar él mismo órdenes más cuerdas. Tal escena nunca ocurre en el libro, en donde Gandalf, a pesar de sus recriminaciones al señor de Gondor, siempre lo trata con respeto y consideración, aun en sus últimos instantes.
| Predecesor: Ecthelion II | Senescal Regente de Gondor 2984 - 3019 T. E. | Sucesor: Faramir (como senescal no regente) |

- Datos: Q718380